# Ritinis
Ritinis je kolektivní sport pocházející z Litvy.
Hraje se na fotbalovém hřišti, na každé straně je šest hráčů v poli a brankář. Utkání se dělí na dva poločasy po dvaceti minutách. Cílem je hodit kotouč z tvrdé pryže o váze 600 až 700 gramů zvaný „rypka“ do soupeřovy branky. Hráči protivníka se snaží kotouč zastavit zahnutými pálkami zvanými „ritmuša“. Za zásah branky se udělují tři body, za umístění kotouče za základní čáru soupeře se uděluje jeden bod.
Ritinis pochází ze středověké litevské lidové hry. První soutěžní pravidla zveřejnil v roce 1923 Karolis Dineika. V roce 1961 se konalo první mistrovství země a v roce 1973 byla založena národní federace. Ritinis je soutěžní disciplínou na hrách TAFISA.